# 亚硝酰溴
亚硝酰溴是一种无机化合物，化学式 NOBr。它是一种红色气体，其凝聚点略低于室温。
亚硝酰溴可以由一氧化氮和溴反应制得。这个反应是可逆的。该反应是非常罕见的三阶均质气体反应之一，因此很受关注。 NOBr在标准压力和温度下容易见光分解。
2 NO+Br2 ⇌ 2 NOBr